# Milna

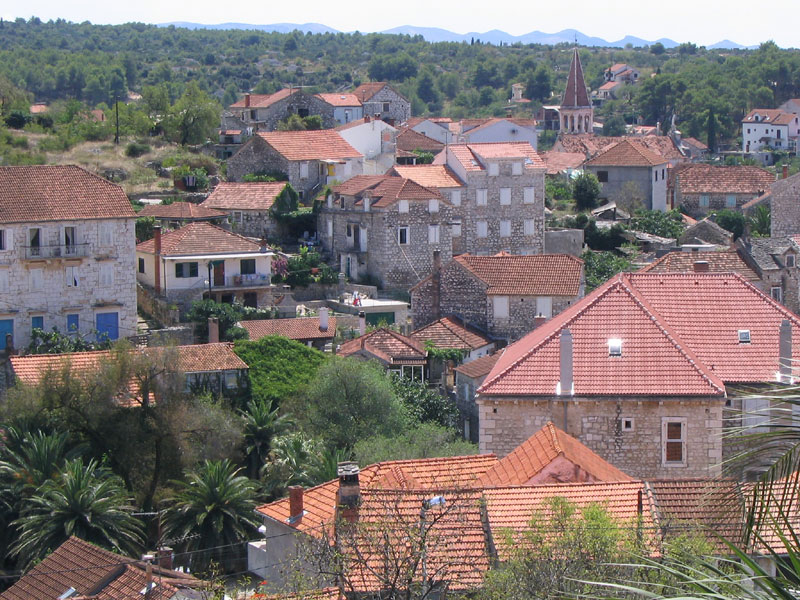
Ansicht des Ortes von der
Dosecine-Straße aus

Milna ist eine Gemeinde in der Gespanschaft Split-Dalmatien, Kroatien. Die Hafenortschaft liegt an der gleichnamigen Bucht an der Westküste der Insel Brač, 20 km südwestlich von Supetar. Die Gemeinde hat 931 Einwohner, während die Ortschaft Milna 775 Einwohner hat (Volkszählung 2021). Die Stadt ist umgeben von malerischen Buchten wie der Bucht Lučice oder Duboka.

## Geschichte
Der Ort entwickelte sich zu Beginn des 18. Jahrhunderts. Dominant ist die Pfarrkirche Mariä Verkündigung aus dem Jahr 1783 mit einer monumentalen barocke Fassade und einem auffälligen Kirchturm. Weitere sieben Kirchengebäude sind auf dem Stadtgebiet verteilt.
In der Osibova-Bucht liegen Ruinen einer kleinen gotischen Kirche. Während der Napoleonischen Kriege hatte die russische Flotte 1800 in Milna ihren Stützpunkt. Der russische Zar hatte hier auch eine Residenz.

## KircheMariä Verkündigung
Bemerkenswerte Ausstattungsstücke sind der Stuckaturenzyklus (Spätbarock) aus dem frühen 19. Jahrhundert sowie das spätbarocke Altargemälde Verkündigung, eine Arbeit von Sebastian Ricci. Außer den Skulpturen des heiligen Joseph und des heiligen Hieronymus in der Pfarrkirche stammt auch das Grabdenkmal von Stjepan Tomas mit seinen sezessionistisch-folkloristischen Motiven aus dem 19. Jh.

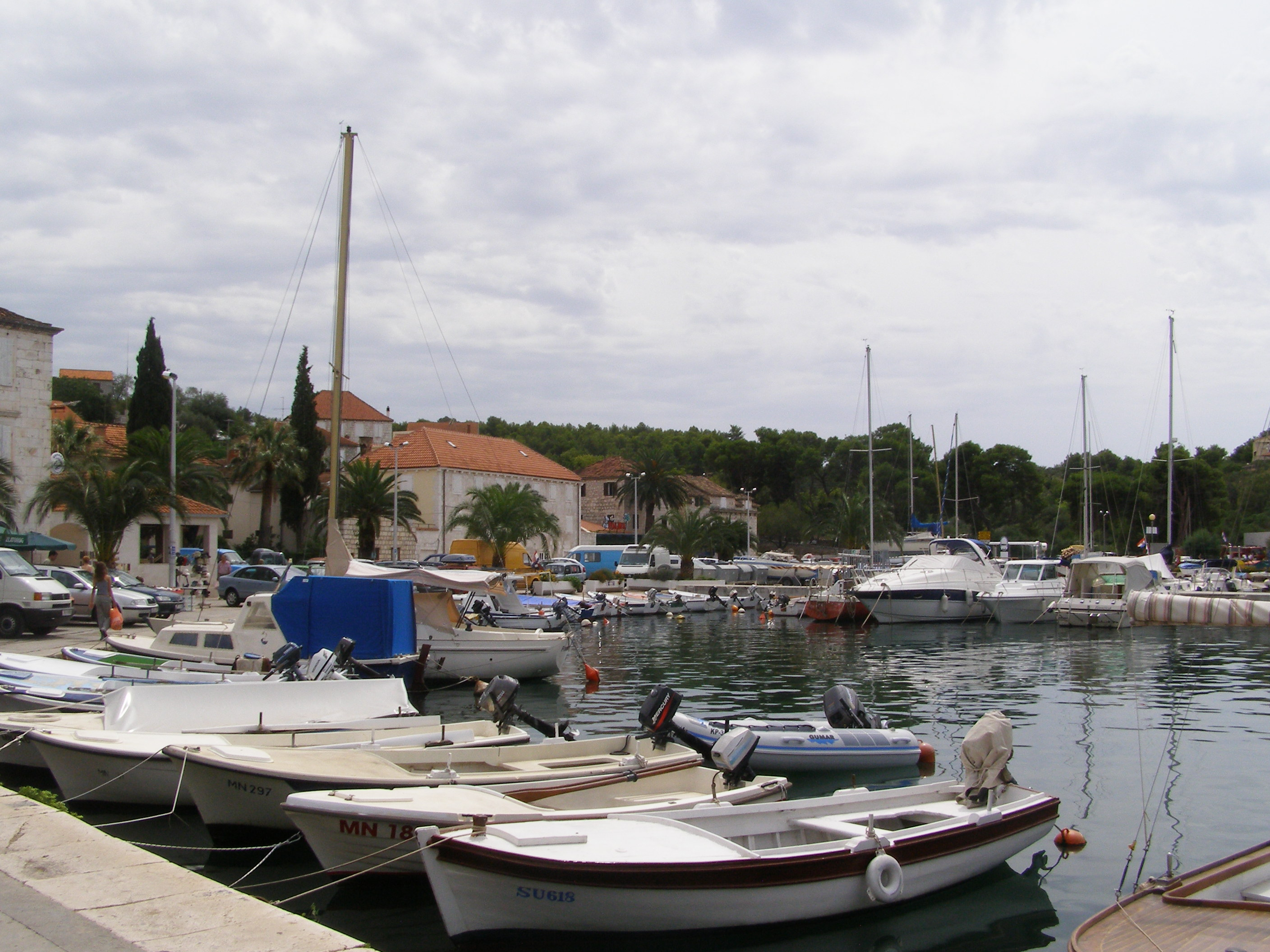
Ein Teil der Anlegestelle der ACI-Marina Milna auf der Südwestseite der Hafenbucht

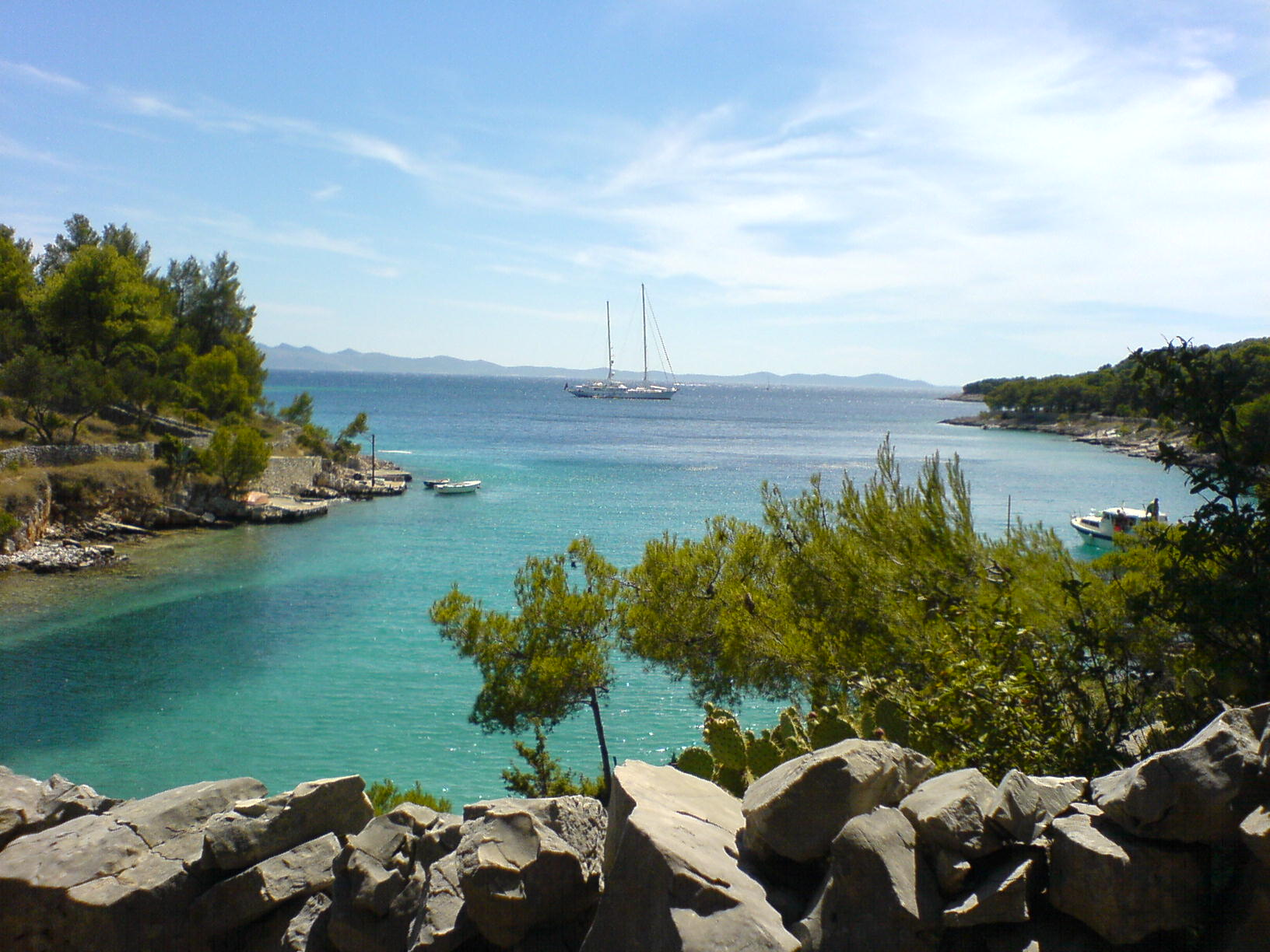
Bucht Lučice in der Nähe von Milna

## Kultur
Die Milna-Bucht mit einem weiten äußeren Teil und dem kleinen, seichten Innenteil beherbergt einen der Häfen der Insel Brač. Entlang dieser Strandpromenade gibt es mehrere Restaurants, Cafés und Konobas. In der näheren Umgebung gibt es mehrere Buchten mit Sand- und Kieselstränden. Plätze für Kleinfußball, Basketball, Volleyball und Boccia sowie Tischtennisplatten sind ebenfalls vorhanden. Die Marina ACI Milna, der einzige Yachthafen auf der Insel Brač, hat 200 Liegeplätze im Meer und weitere 20 an Land.

## Verkehr
Die Hauptverbindung zu den übrigen kroatischen Landesteilen stellt eine regelmäßig verkehrende Fähre nach Split dar. Die meisten Einwohner besitzen auch eigene Boote.